# Iza (település)
Iza (ukránul: Іза [Iza]) falu Ukrajnában, Kárpátalján, a Huszti járásban.

## Fekvése
Huszttól 5 km-re északkeletre, a Nagy-ág bal partján fekszik.

## Története
1387-ben említik először. Területe ősidők óta lakott. Határában két, 3. – 4. századi halomsírra bukkantak. 1786-ban a lakosok harmada pusztul el az éhínségben. A falu kosárfonóiról volt híres.
1910-ben 2842 lakosából 2503 ruszin és 252 német volt. A trianoni békeszerződésig Máramaros vármegye Huszti járásához tartozott. 
Szent Miklós kolostorát és templomát 1921-ben alapították. 1924-től a Szűzanya Születésének szentelt apácazárda is működik itt.

## Népesség
Ma 4400 ukrán-ruszin lakosa van.

## Gazdaság
A település lakói közül sokan foglalkoznak kézművességgel, vesszőből font tárgyai (bútorok, kosarak) Ukrajna-szerte ismertek.

## Nevezetességek
- Szent Miklós templomát és kolostorát 1921-ben alapították.